# Tribune (motorfiets)
Tribune is een historisch merk van motorfietsen.
Amerikaans motormerk dat van 1903 tot ca. 1914 motorfietsen bouwde. Waarschijnlijk waren deze aanvankelijk voorzien van Aster-, later van Thor-motorblokken.